# Соматография

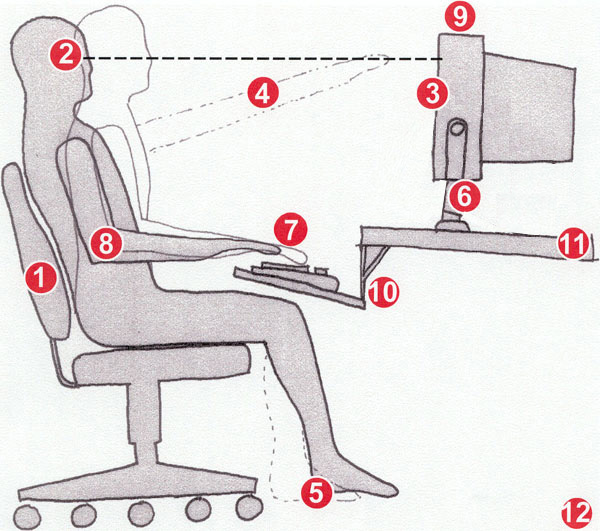
Соматографическое изображение положений тела при работе с персональным компьютером

Соматография (от греч. soma — тело и греч. grapho — пишу) — совокупность прикладных методов схематического изображения человеческого тела в различных его позах и положениях при выполнении человеком рабочих функций и во время манипуляций с различной техникой и оборудованием.

## Описание
Основной практической задачей соматографии является сообщение дизайнерам и конструкторам той информации о человеческой фигуре, которая необходима для проектирования рабочего места, определения его формы, компоновки и размеров. Эта информация имеет ключевой характер для организации рабочего места, оптимизации рабочего пространства, обеспечения безопасности трудовой деятельности, комфорта при обслуживании техники и удобства её эксплуатации.
Соматография опирается на сведения из человеческой анатомии и антропометрии. На их основе она создаёт системы контурных изображений, которые описывают общее расположение человеческого скелета в трёх измерениях сводя его в так называемый технический канон. Результат такой схематизации имеет упрощённый вид, однако он обязан соответствовать всем принципам анатомии. Как правило, при построении соматографических изображений на чертеже рабочего места строится изображение человека в одной или нескольких типичных позах. Помимо этого, чертёж может дополняться размерами зон досягаемости человеческих конечностей и углами обзора его глаз. Обычно, при этом используются масштабы 1:5 или 1:10.
Соматография создаёт наглядный фундамент для научного анализа требований и функций человека, выполняющего свои служебные обязанности на своём рабочем месте. Глядя на соматографическую схему рабочего места нетрудно обоснованно выбрать его компоновку и размеры, определить пространственное расположение органов управления и средств отображения информации, а также — оптимальную позу пользователя.
Чтобы описать рабочее место с разных ракурсов, требуется несколько соматографических чертежей, которые будут описывать положение человека и процесс работы с разных углов. С развитием компьютерной графики появилась возможность использовать трехмерные модели с соблюдением размеров. Сейчас трехмерная соматография применяется при проектировании рабочих мест на АЭС, промышленных предприятиях и иных объектах. 